# جان آنتارامیان
جان مارتین آنتارامیان (انگلیسی: John Martin Antaramian؛ زادهٔ ۲۱ سپتامبر ۱۹۵۴) سیاست‌مدار ارمنی تباراهل ایالات متحده آمریکا است که از ۱۹ آوریل ۲۰۱۶ به عنوان شهردار کنوشا، ویسکانسین خدمت می‌کند. وی در ۲۱ سپتامبر ۱۹۵۴ در کنوشا، ویسکانسین در به دنیا آمد و مدرک لیسانس علوم دارد. جان آنتارامیان و همسرش صاحب چهار فرزند هستند.